# 杉山知之

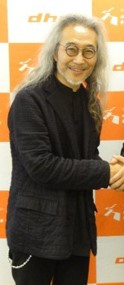
2016年当時の杉山知之

杉山 知之（すぎやま ともゆき、1954年1月27日 - ）は、日本の教育者。1994年に、デジタルハリウッド株式会社を設立し、2004年、日本初の株式会社立「デジタルハリウッド大学院」を開学。翌年「デジタルハリウッド大学」を開学し、現在、同大学の学長そして、デジタルハリウッド学校長を務めている。

## 略歴
東京都出身。海城高等学校を経て、日本大学理工学部建築学科、日本大学大学院理工学研究科（工学博士の学位を取得）に進学後、日本大学理工学部建築学科助手、マサチューセッツ工科大学MITメディアラボ客員研究員等を経て、1994年に、デジタルハリウッド株式会社を設立する。
マルチメディア放送ビジネスフォーラム代表、コンテンツ学会副会長、福岡コンテンツ産業拠点推進会議会長、メタバース協会理事長を務め、「新日本様式」協議会や、画像情報教育振興協会など多くの委員を歴任。2008年日ASEAN賢人会合メンバーとしても活動。2010年より知的財産管理技能検定委員も務めている。

## テレビ出演
- CS・TBSニュースバード 毎月最終火曜日「マンスリー・デジタル・ラボ｣
- BSジャパン「天下統一CG将軍」（2007年10月27日）

## 著書
- 「デジタル書斎の知的活用術」（岩波アクティブ新書）
- 「ポストITは日本が勝つ！」（アスキー出版）
- 「デジタル・ストリーム・未来のリ・デザイニング」（NTT出版）
- 「クール・ジャパン　世界が買いたがる日本」（祥伝社）
- 「クリエイター・スピリットとは何か？」（ちくまプリマー新書）